# Подгородное (Житомирская область)
Подгородное (укр. Підгородне) — село на Украине, находится в Бердичевском районе Житомирской области.
Код КОАТУУ — 1820886002. Население по переписи 2001 года составляет 112 человек. Почтовый индекс — 13344. Телефонный код — 4143. Занимает площадь 0 км².

## История
В 1946 году указом ПВС УССР село Малая Радзивиловка переименовано в Подгородное.

## Адрес местного совета
13343, Житомирская область, Бердичевский р-н, с. Скраглевка, ул. Мира, 22а